# Estación Chillar
Chillar es una estación ferroviaria, ubicada en el Partido de Azul, en la Provincia de Buenos Aires, Argentina.

## Servicios
Es una pequeña estación del ramal perteneciente al Ferrocarril General Roca, desde la Barrow hasta la estación Chillar.
No presta servicios de pasajeros. En la actualidad se encuentra fuera de servicio.